# Gerontius
Gerontius (gestorven in 411) was een generaal van het West-Romeinse rijk onder keizer Constantijn. Hij rebeleerde en steunde Maximus in Spanje als tegenkeizer.

## Leven

### Afkomst
Informatie omtrent geboorte en afkomst van Gerontius zijn niet overgeleverd in het primaire bronnenmateriaal. Latere historici veronderstellen dat hij een Romein van Britse afkomst was, vermoedelijk geboren in de Romeinse provincie Britannia. Hij was officier in het Romeinse leger en onder keizer Constantijn (407-411) bekleedde hij de rang van magister militium (generaal). 

### Operaties in Gallië en Spanje

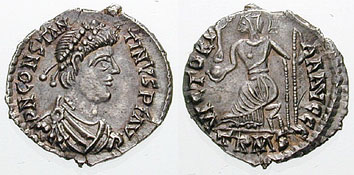
Siliqua van Constantijn III. Geslagen in Arles 408–411

Na Constantijns verheffing tot keizer in Britannia volgde Gerontius hem met het leger naar Gallië waar sprake was van chaos door Germaanse indringers die massaal de Rijngrens waren overgestoken (406). Constantijn stabiliseerde de situatie, deels door de strijd aan te gaan en met behulp van diplomatie. In Gallië en Spanje liepen het merendeel van de Romeinse troepen naar hem over, gevolgd door de bestuurlijke laag in de steden. Nadat de provinciaal prefect uit Arles was gevlucht, werd deze stad tot zetel van Constantijns rijk gemaakt.
Gerontius voerde voor Constantijn campagne om de Gallische provincie onder controle te krijgen. Hij opereerde samen met de Frankische legerleider Edobich tegen de Germaanse indringers en tegen onwillige steden. In 408 raakte hij in gevecht met het leger dat door de zittende keizer Honorius naar Gallië werd gestuurd om Constantijn te bestrijden. Dit vijandelijke leger werd aangevoerd door de Gotische generaal Sarus en was kort daarvoor succesvol geweest tegen Constantijn. Sarus probeerde Constantijn in te sluiten bij Valentia (Valentie). Deze werd door Gerontius ontzet en de troepen van Sarus in het nauw waardoor deze het beleg moest opbreken en terug keerde naar Italië.
Na deze overwinning begeleidde Gerontius Constants II, de zoon van de keizer en medekeizer, naar Spanje waar sprake was van een opstand door volgelingen van Honorius. De veldtocht van Gerontius verliep aanvankelijk moeizaam, tijdens een eerste treffen werd hij door de opstandelingen in het nauw gedreven. Pas nadat extra troepen uit Gallië overkwamen, behaalde Gerontius een belangrijke overwinning in Lusitania waarbij Didymus en Verenianus, twee neven van keizer Honorius gevangen werden genomen. Constans begeleidde de gevangenen terug naar Gallië, terwijl Gerontius in Spanje achterbleef.

### Opstand tegen Constantijn III

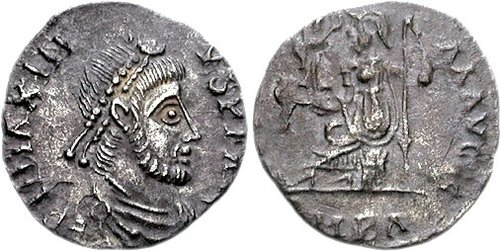
Munt van Maximus van Hispania, geslagen rond 409-411 in Barcino (Barcelona)

In het voorjaar van 409 kwam Gerontius in opstand tegen Constantijn III en stelde hij Maximus, vermoedelijk een familielid, aan als keizer. De redenen voor deze opstand zijn onduidelijk. Het is mogelijk dat de troonsbestijging van Constans het resultaat was van de rebellie van Gerontius, maar het is ook mogelijk dat de generaal in opstand kwam alleen vanwege de verheffing van Constans tot medekeizer. Gerontius vertrok naar Tarraco, maar verliet de stad weer om het leger van Constans tegen te houden dat op weg was om zijn opstand neer te slaan. Volgens Zosimus riep Gerontius de hulp in van barbaarse krijgsbenden die in Noord-Gallië verbleven en bracht daarmee de invasie naar Spanje op gang. Latere historici stellen dat Gerontius, handelend in naam van Maximus,  een overeenkomst met de indringers sloot, waarbij elke groep in 411 een andere regio van het land werd toegewezen.

### Einde
Heel 410 was sprake van schermutselingen tussen de tegenstanders zonder winnaar. Pas in 411 slaagde Gerontius erin om Constans definitief te verslaan door hem terug te dringen naar Vienne, en de stad na een belegering in te nemen. Hij nam Constans gevangen en liet hem doden. Na zijn overwinning trok hij verder Gallië binnen, nu naar Arelate, waar Constantijn zich bevond en ook deze stad werd belegerd. Tijdens de belegering van Arles werd Gerontius aangevallen door een Romeinse leger van keizer Honorius uit Italië. Dit leger werd aangevoerd door Honorius' generaal Constantius. De meeste soldaten van Gerontius lieten hem nu in de steek en liepen over naar Constantius. Gerontius wist te ontkomen en slaagde erin Spanje te bereiken. Daar werd hij vermoord door zijn eigen soldaten die zich tegen hem keerden.